# Tiaisjärvi
Tiaisjärvi eller Tiiaisjärvi är en sjö i Finland. Den ligger i kommunen Enare i landskapet Lappland, i den norra delen av landet, 1 000 km norr om huvudstaden Helsingfors. Tiaisjärvi ligger 119,6 meter över havet. Arean är 42,2 hektar och strandlinjen är 4,88 kilometer lång. Sjön  ingår i Pasvik älvs huvudavrinningsområde. 